# Buxusmot
De buxusmot (Cydalima perspectalis) is een vlinder uit de familie van de grasmotten (Crambidae) en de onderfamilie  Spilomelinae. De wetenschappelijke naam van de soort werd gepubliceerd in 1859 als Phakellura perspectalis door Francis Walker. De soort komt van nature voor in Oost-Azië, en is in Europa een invasieve exoot, voor het eerst opgemerkt in 2006 op het grensgebied van Duitsland en Zwitserland.

## Beschrijving
De vleugels van de buxusmot zijn wit met een donkere rand. De spanwijdte is ongeveer 4 cm. Er komt ook een zeldzamere, geheel bruine variant voor. De imago's leven ongeveer acht dagen en een vrouwtje kan tot vijfhonderd eitjes leggen. De jonge rupsen zijn vuilgeel en enkele millimeters groot, maar groeien snel uit tot felgroene exemplaren met een zwarte kop. Ze kunnen tot 4 cm lang worden en zijn dan bijna een maand oud. Na het rupsstadium verpoppen ze in de achtergelaten spinsels. Het popstadium duurt ongeveer veertien dagen.
De rups overwintert ingesponnen in een buxusstruik. In België en Nederland komen per jaar twee generaties voor.

## Voorkomen
De buxusmot komt van oorsprong voor in Oost-Azië (Japan, Zuid-Korea, China). Volgens onderzoek van de Universiteit van Bazel werd hij in 2006 in Europa geïntroduceerd via verpakkingshout van natuursteen uit Azië. Nadien ging de verspreiding snel vanuit Duitsland en Zwitserland naar de rest van Europa. De soort werd in Nederland voor het eerst vastgesteld in 2007, toen een vlinder werd gefotografeerd in het Zuid-Hollandse Boskoop. Hoewel de soort een aantal jaar alleen lokaal leek voor te komen langs de rivieren in Zuid-Holland, Noord-Brabant en delen van Utrecht, dook hij ook elders in het land op. In 2018 kwam hij al in heel Europa voor.
In het land van oorsprong worden buxus en andere planten aangetast. In Europa blijkt de buxusmot een voorliefde te hebben voor de inheemse Buxus sempervirens, die in Azië niet voorkomt.
Uitgebreid onderzoek heeft aangetoond dat in normale tuinomstandigheden weinig andere planten worden aangetast en de schade zich hoofdzakelijk tot buxus beperkt. Uit proeven blijkt dat niet alle buxussoorten even gevoelig zijn en dat vooral Japanse soorten een betere tolerantie hebben.

## Schade
De jonge rupsen eten delen van het bladmoes. Volwassen rupsen kunnen in korte tijd een plant volledig ontbladeren. Op de aangetaste planten blijft het spinsel achter. De buxus zal dan door zijn sterke vermogen tot herstel na acht weken opnieuw uitlopen.

## Bestrijding
De rupsen van de buxusmot zijn goed te bestrijden, zowel chemisch als biologisch. In tuinen verdienen biologische middelen de voorkeur. Hiervoor zijn zowel Bacillus thuringiensis (niet toegelaten voor de particulier in België, wel in de rest van Europa) als producten op basis van spinosad bruikbaar. Lavameel en kalkmeel is zeker niet slecht voor buxus maar uit praktijkonderzoek is gebleken dat dit niet afdoende is om de rupsen tegen te houden. Feromoonvallen dienen als monitoring en zijn niet afdoende voor bestrijding.
Bij elke nieuwe plaag en dus ook bij deze invasieve grasmot moeten de natuurlijke vijanden de rupsen eerst leren kennen vooraleer ze een bijdrage kunnen leveren aan de beheersing. Ondertussen is duidelijk dat heel wat vogels deze rupsen eten. Uitgebreid onderzoek in Nederland en België heeft ook aangetoond dat het gebruik van rupsenmiddelen niet de oorzaak kan zijn van de vogelsterfte maar de gevonden actieve stoffen afkomstig zijn van de zgn. huis-tuin-en keukenmiddeltjes.
De rupsen kunnen ook met de hand uit de buxus geplukt worden. Ze zitten vast in aan elkaar gerolde blaadjes. Soms laat de rups zich bij aanraking of trilling naar beneden vallen aan een draad.

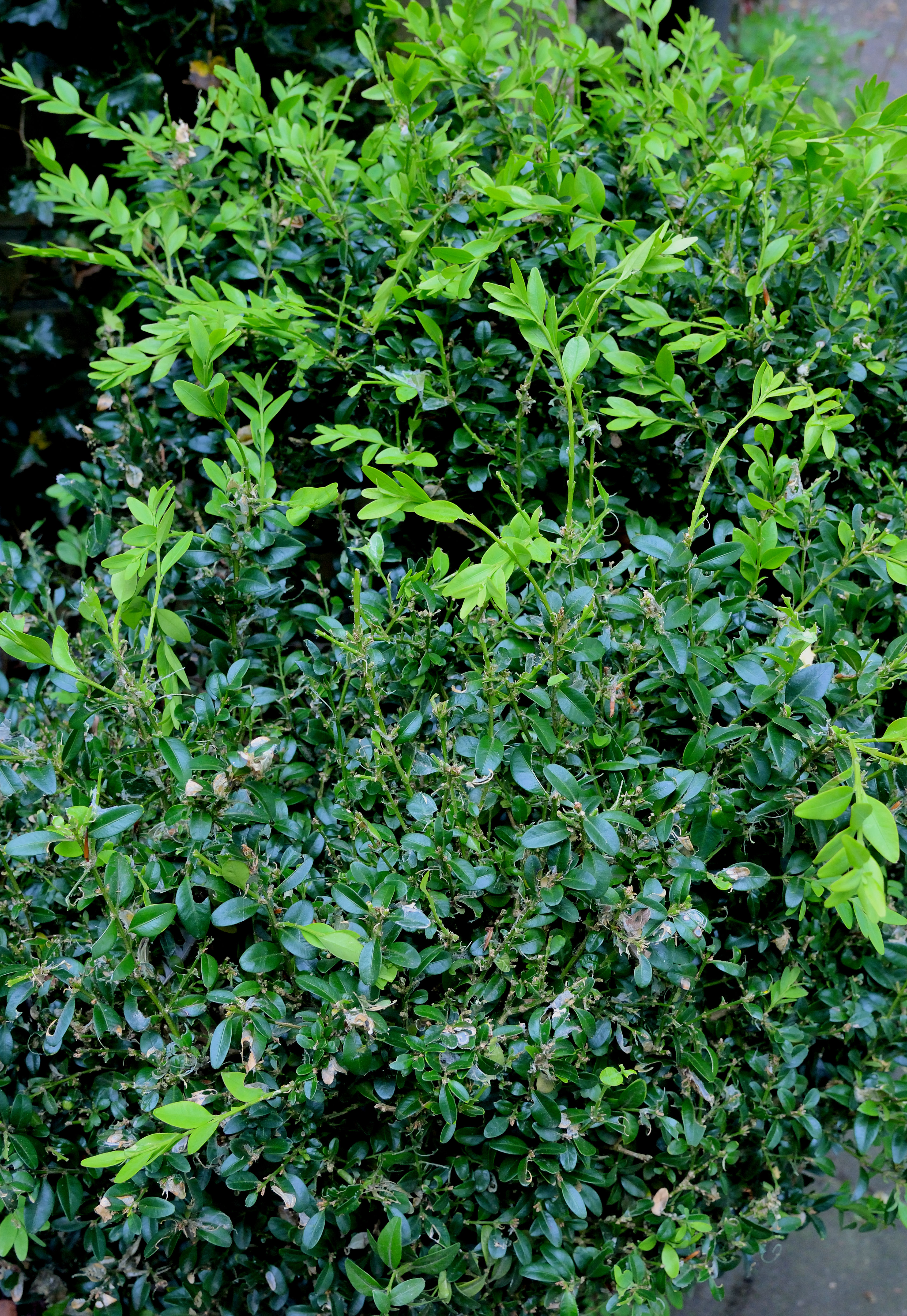
Aangetaste buxus
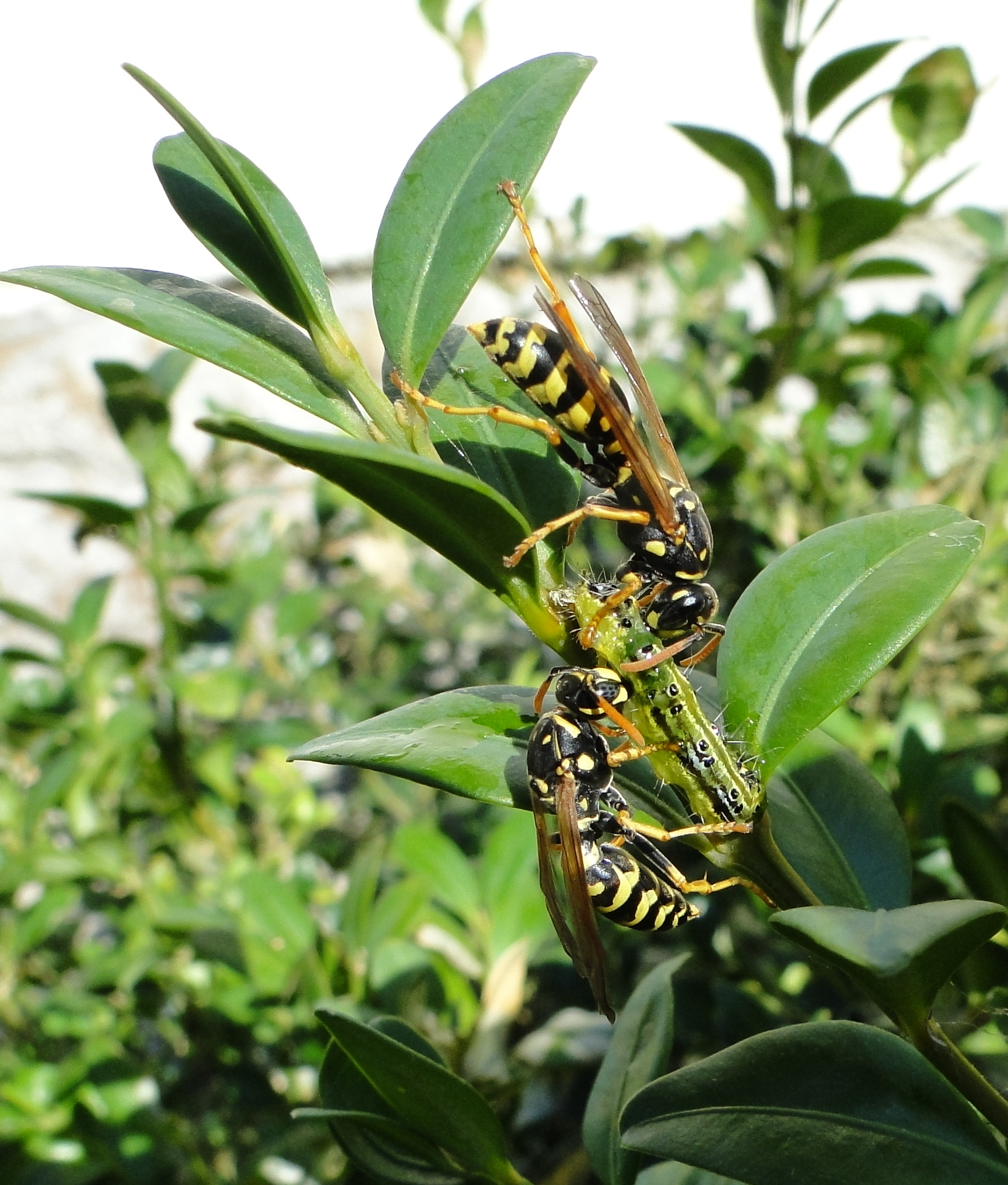
Veldwespen eten van een rups
- Gevolgen buxusmotinvasie in Almelo (2018)